# Pfarrkirche Haag (Niederösterreich)

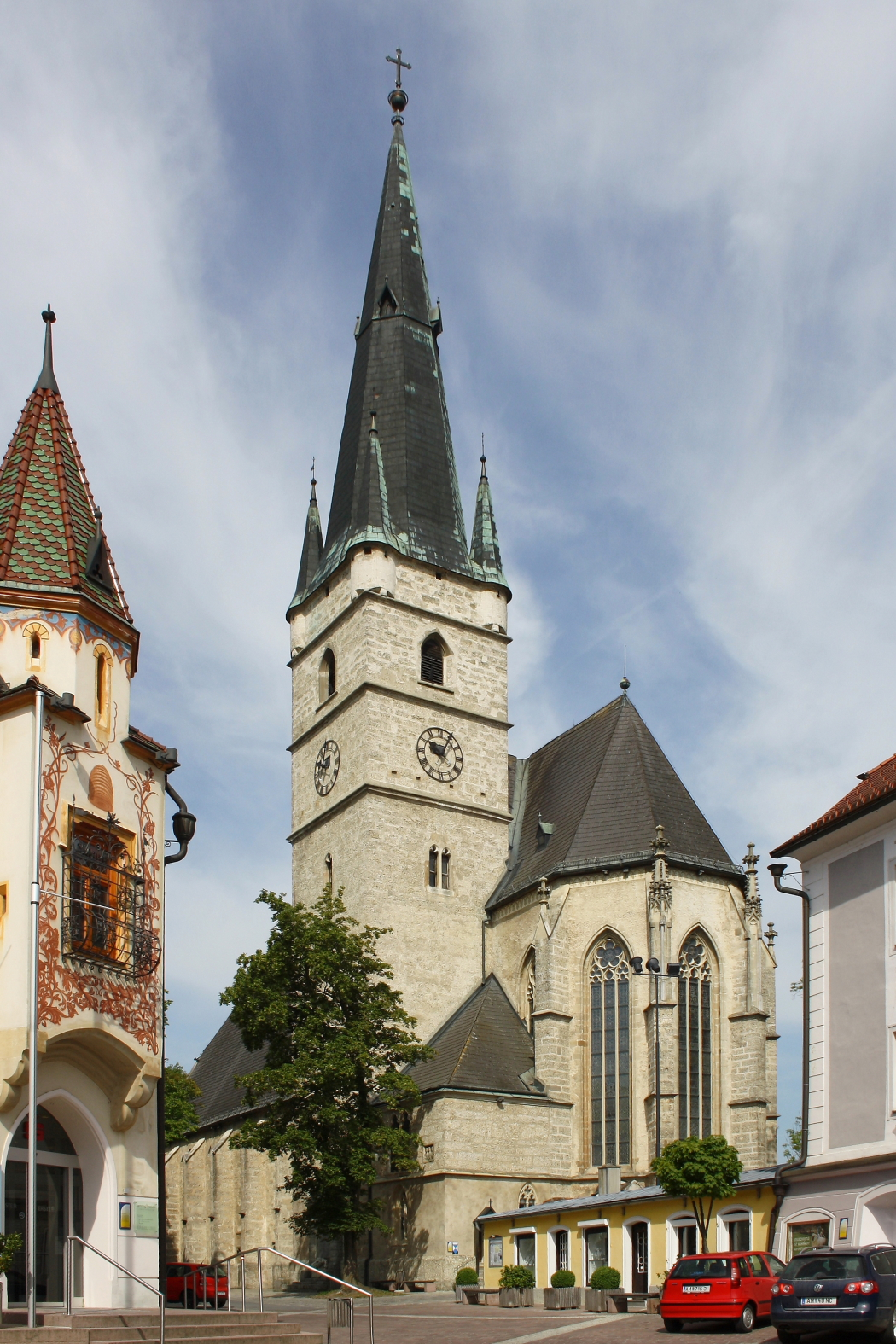
Katholische Pfarrkirche hl. Michael in Haag

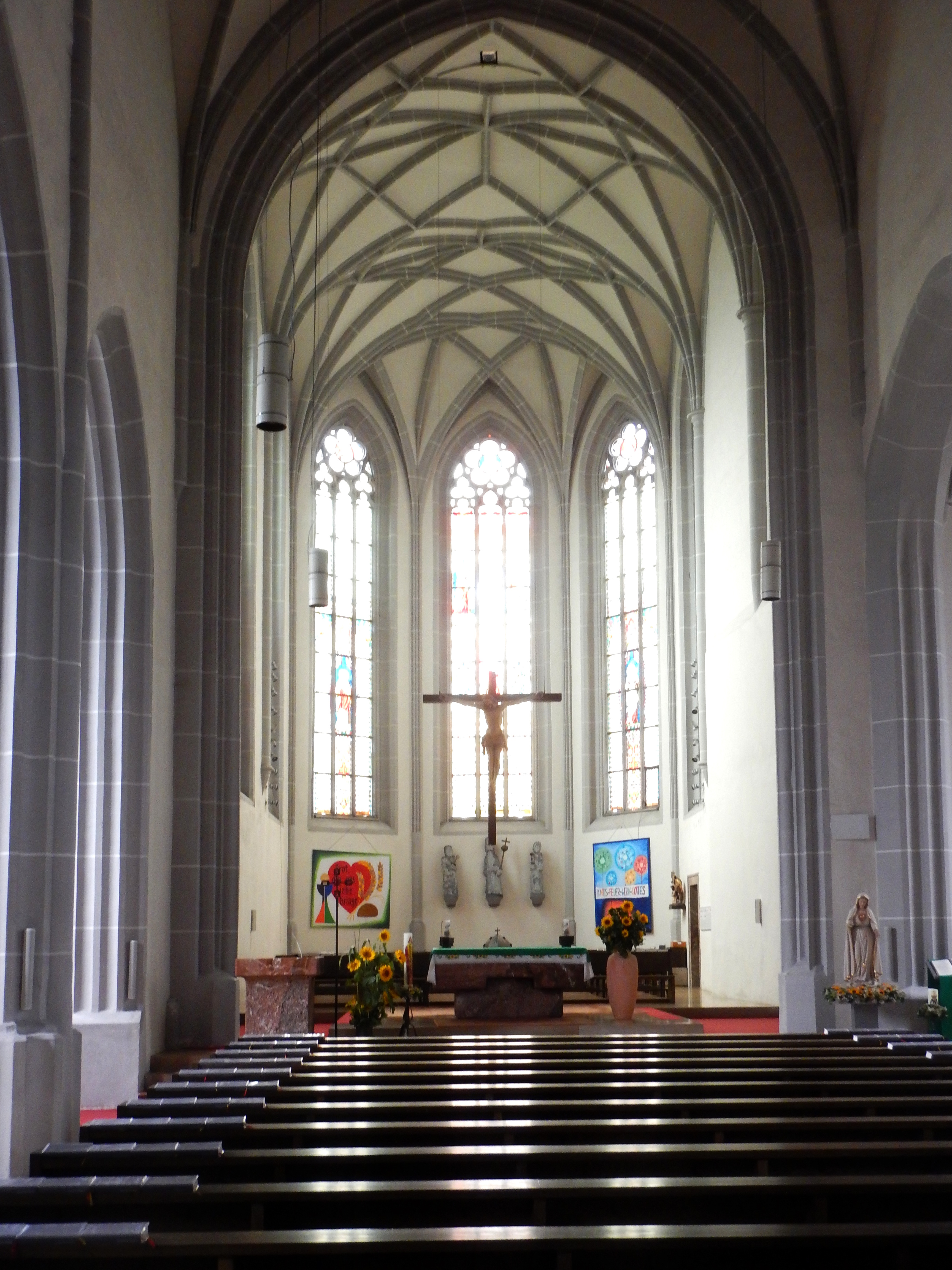
Im Mittelschiff zum Chor

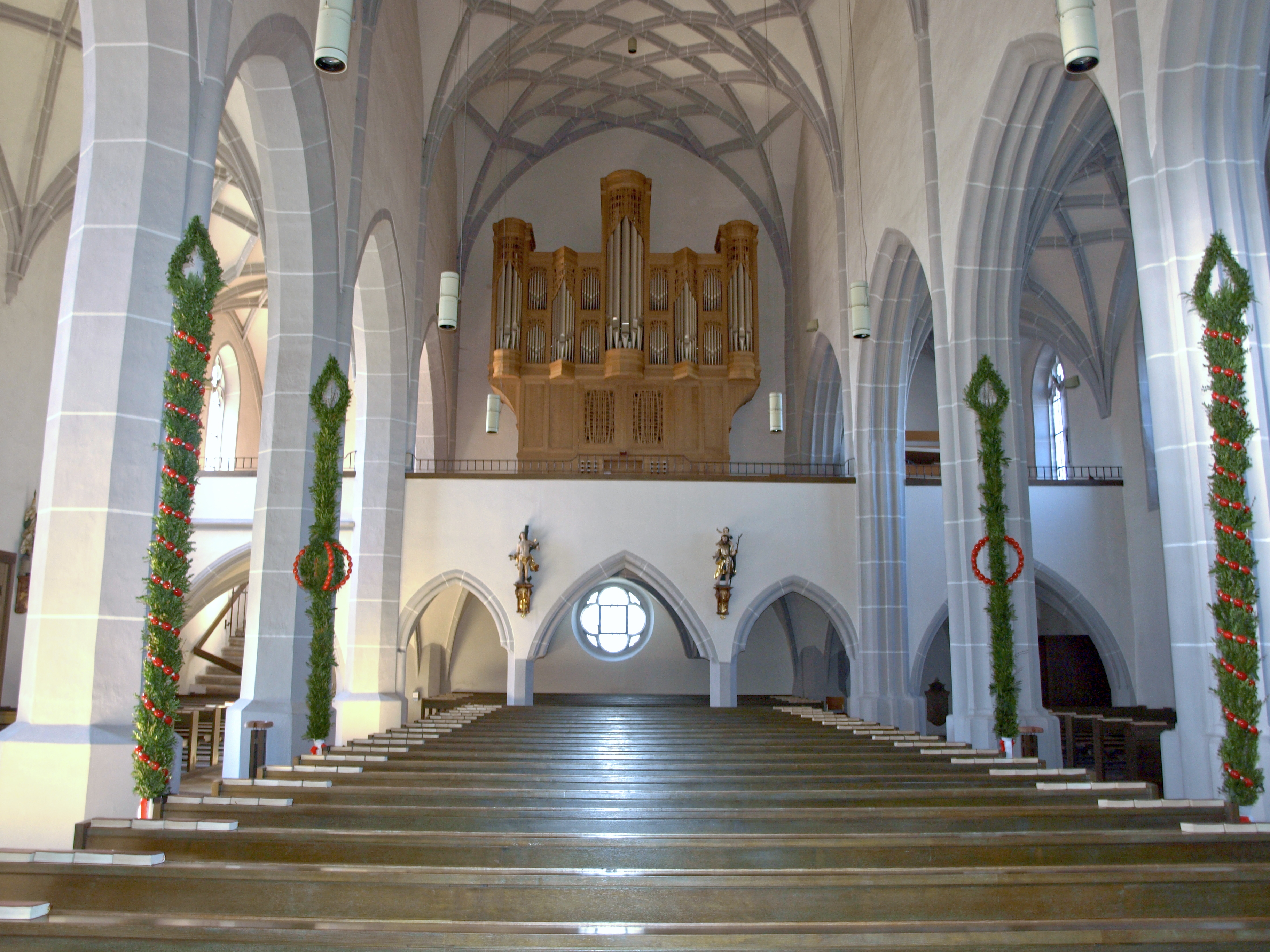
Blick zur Orgel

Die Pfarrkirche Haag steht westlich des Hauptplatzes in einem ummauerten Plateau in der Stadtgemeinde Haag im Bezirk Amstetten in Niederösterreich. Die dem Erzengel Michael geweihte römisch-katholische Pfarrkirche gehört zum Dekanat Haag in der Diözese St. Pölten. Die Kirche steht unter Denkmalschutz (Listeneintrag).

## Geschichte
Urkundlich war 1032 eine Weihe der Kirche und Gründung als Pfarre durch den Bischof Berengar von Passau. 1065 war die Pfarre beim Erzbistum Bamberg. 1443 wurde die Kirche mit einem Stiftsbrief als Wehrkirche weitergeführt. 1803 endete das Bamberger Patronat.
1435 wurde mit dem Bau des gotischen Chores begonnen. 1564 wurden der Turm und die Kirchhofmauer wehrartig erhöht. 1878/1892/1893 wurde die Kirche nach Entwürfen des Architekten Hermann von Riewel und der Ausführung von Franz Pichlwanger regotisiert und die Kirchhofmauer wurde teils abgetragen und teils mit Zinnen versehen. 1970/1972 erfolgte eine Restaurierung und eine Neugestaltung des Kircheninnenraumes durch Architekt J. Weidinger.

## Architektur
Die spätgotische Staffelhallenkirche mit einem Langchor hat im südlich Chorwinkel einen Turm und teils jüngere Anbauten.
Kirchenäußeres
Die Kirche zeigt sich heute durchgehend mit steinsichtigem Quader- und Bruchsteinmauerwerk.
Das Langhaus unter einem steilen Schopfwalmdach hat zweibahnige neugotische Maßwerkfenster und zum inneren Wölbsystem bezuglos angeordnete Strebepfeiler, welche im Norden mit Kreuzblumen bekrönt sind. Die ungegliederte Westfront hat Spitzbogen- und Rundfenster. Das schlichte Hauptportal im Süden zeigt sich als mit geknicktem Kielbogenspitz durchstoßenes Rechteckportal, das Nordportal als Stichbogenportal hat oberhalb der Traufe eine wehrhafte Pechnase und einen neugotischen, an die ehemalige Wehrkirchenfunktion erinnernden Eingangsraum.
Der Chor hat hohe dreibahnige Maßwerkfenster mit neugotischen Passmotiven und profilierten Gewänden und vierfach gegliederte und mit Kreuzblumen bekrönte Strebepfeiler, deren zwei östlichen mit übereck gestellten Maßwerkfialen nach originalem Vorbild bereichert sind, das Original befindet sich an der Nordostecke des Kirchhofes. Der Chor zeigt ein umlaufendes Sohlbankgesims und unter der Traufe einen sgraffitierten Maßwerkfries.
Der Turm im südlichen Chorwinkel hat im oberen Bereich eine Gesimsgliederung, oberhalb der Schallfenster ein Wehrgeschoß mit vortretenden Eck-Erkern und trägt einen neugotischen Spitzhelm.
Der zweigeschoßige Sakristeianbau an Turm und Chor hat neugotische Fenster.
Kircheninneres

## Ausstattung
Die ehemals neugotische Einrichtung ist großteils in Verwahrung.
Den steinernen Volksaltar, Ambo und Taufstein sowie verschiedene Bronzearbeiten Tabernakel, Kerzenleuchter, Kreuzwegstationen, Taufsteindeckel schuf von 1970 bis 1973 Peter Dimmel. Das Kruzifix mit einem Corpus aus der ersten Hälfte des 17. Jahrhunderts und Steinstatuen schuf der Priester und Bildhauer Josef Elter 1985.
Ein Leinwandbild Mariä Himmelfahrt malte Bartolomeo Altomonte 1746.
Die Orgel mit 36 Registern auf drei Manualen und Pedal baute im Jahr 2001 die Oberösterreichische Orgelbauanstalt Kögler.